# いつまでも〜Life In The Universe〜
「いつまでも〜Life In The Universe〜」（いつまでも〜ライフ・イン・ザ・ユニバース〜）は2014年10月15日に発売された崎谷健次郎の通算24枚目のマキシシングル。「Have Some Fun!」（ハヴ・サム・ファン!）、「MYSTERIUM」（ミステリウム）、「Love is beautiful(new rec ver.)」（ラヴ・イズ・ビューティフル(ニュー・レク・ヴァー)）」をカップリング曲に収録している。

## 解説
- プロデュース、全曲のコンピュータプログラミング、キーボード、ギター、ボーカル、コーラスは、崎谷健次郎。
- 発表するにあたり、崎谷は各曲にコメントしている[3]。
- 3曲以上収録されたシングルとしては、前作「Starting point」（UNIVERSAL MUSIC）以来、通算4枚目。マキシシングルとしては、3枚目である。
- キャッチフレーズは、「愛は何度でも生まれ変わり強くなる」[4]。
- ミキシング・エンジニアは崎谷。マスタリング・エンジニアは原田光晴である。
- CDジャケットは、カラー刷りブックレット8頁仕様。表紙は、アンティーク調度品に囲まれた室内に置かれたソファーに足を組んで腰掛ける崎谷が、濃紺色系のパンツとシャツに白いカーディガンを羽織り、両手指を重ね合わせて右腕を肘掛に寄りかかり、左前方を見つめる姿を写している[5]。デザイナーは、神戸菜美子。フォトグラフは、ポートレイトとスタジオフォトが、オバタミサコ。風景と個人フォトが、崎谷に拠るものである。

## 収録曲
1. いつまでも〜Life In The Universe〜
  - 日本テレビ系報道番組「NNNストレイトニュース」2014年10 - 12月度ウェザーテーマ。
  - 2014年10月15日に、東京タワー大展望台で開催された"Club333 Wednesday Live〜Kenjiro Sakiya Single Release Live〜"で、初披露された。
  - 12th.アルバム『SIGNS』には、2017remix ver.が収録されている。
  - ヴァイオリン、ヴィオラは、須磨和声。
  - 崎谷は、「この曲は、「生まれくる星のように愛は何度でも生まれ変わり強くなる」というテーマでつくりました。宇宙に輝く星のように、誰もが輝いていて、銀河を構成する一員であるとともに一人一人の心の中にも大切な思い出や、愛する人たち、それらが星となって僕たちを見守ってくれて強くさせてくれる、というメッセージが込められています。そのように書いてしまうと壮大な歌という感じがしますがあくまでもシンプルなラブソングです。あたたかいメロディーに、曲調はミドルテンポながらウキウキするようなリズム感があるポップソング。踊るようなストリングスが特徴的です。」とコメントしている。
  - CDジャーナルは、「“生まれてくる星のように愛は何度でも生まれ変わり強くなる”というテーマで制作されたミドル・バラード。優しく透明感のある声が曲を引き立てる」[6]「ポジティヴな印象が残るのがいい」[6]と評している。
2. Have Some Fun!
  - 8th.アルバム『SOUL ARCHEOLOGY』収録曲で、シングルリカット、リアレンジされた。表題も「Have some fun!」から改称した。
  - コーラス、バッキング・ヴォーカルは、上田浩恵。
3. MYSTERIUM
  - 8th.アルバム『SOUL ARCHEOLOGY』収録曲で、シングルリカット、リアレンジされた。表題も「MYSTERIUM 〜不条理の館〜」から改称した。
4. Love is beautiful(new rec ver.)
  - 21st.シングル「Love is... beautiful」表題曲。
  - 8th.アルバム『SOUL ARCHEOLOGY』収録曲で、シングルリカット、リアレンジされた。表題も新録に合わせて改称した。
  - ヴァイオリン、ヴィオラは、須磨和声。
  - 崎谷は、「過去にインディーズから発売されていた幻の音源をメジャー仕様でニューレコーディングされたものを3曲カップリングしています。原曲のイメージを壊さないようにしつつもがらりと面白く、温かく、ドラマティックでとにかくリッチな音に生まれ変わっていますので焼き直しというより、新しい今の音としてお聴きいただけたらと思います。」とコメントしている。

作詞 / 作曲 / 編曲：崎谷健次郎
1. いつまでも〜Life in the Universe〜
2. Have Some Fun!
3. MYSTERIUM
4. Love is beautiful(new rec ver.)